# Chalcopharis coleopteresdumondei
Chalcopharis coleopteresdumondei är en skalbaggsart som beskrevs av Rigout 1995. Chalcopharis coleopteresdumondei ingår i släktet Chalcopharis och familjen Cetoniidae. Inga underarter finns listade i Catalogue of Life.